# NGC 6368
NGC 6368 (również PGC 60315 lub UGC 10856) – galaktyka spiralna (Sb), znajdująca się w gwiazdozbiorze Wężownika. Została odkryta 9 lipca 1863 roku przez Alberta Martha.